# Liste der Baudenkmäler in Königsfeld (Oberfranken)
Auf dieser Seite sind die Baudenkmäler in der oberfränkischen Gemeinde Königsfeld zusammengestellt. Diese Tabelle ist eine Teilliste der Liste der Baudenkmäler in Bayern. Grundlage ist die Bayerische Denkmalliste, die auf Basis des Bayerischen Denkmalschutzgesetzes vom 1. Oktober 1973 erstmals erstellt wurde und seither durch das Bayerische Landesamt für Denkmalpflege geführt wird. Die folgenden Angaben ersetzen nicht die rechtsverbindliche Auskunft der Denkmalschutzbehörde.
 Die Liste gibt den Fortschreibungsstand vom 30. November 2022 wieder und enthält 22 Baudenkmäler.

## Baudenkmäler nach Gemeindeteilen

### Königsfeld
| Lage                        | Objekt                                         | Beschreibung | Akten-Nr.     | Bild                                        |
| --------------------------- | ---------------------------------------------- | --- | ------------- | ------------------------------------------- |
| Hauptstraße 1 (Standort)    | Ehemaliges Schloss, jetzt Bauernhaus           | Massiver Satteldachbau, durch Hanglage nach Süden zweigeschossig, Giebel teilverschiefert, 17.–19. Jahrhundert, Wappentafel Aufseß                     | D-4-71-151-1  | weitere Bilder                              |
| Hauptstraße 30 (Standort)   | Gasthof Endres                                 | Zweigeschossiger, traufständiger Kalksteinquaderbau Fensterrahmen und Halbwalmdach, bezeichnet „1857“                                                  | D-4-71-151-2  | Gasthof Endres                              |
| Jakobsberg 3 (Standort)     | Pfarrhaus                                      | Massiver, zweigeschossiger Walmdachbau, klassizistisch, um 1840                                                                                        | D-4-71-151-4  | weitere Bilder                              |
| Jakobsberg 5 (Standort)     | Katholische Pfarrkirche St. Jakobus der Ältere | Saalbau mit abgewalmtem Satteldach, Chorturm romanisch, Turmaufbau mit Glockendach 1563/64 (d), Chor frühgotisch, Langhaus 1707 (d); mit Ausstattung   | D-4-71-151-5  | weitere Bilder                              |
| Jakobsberg 7 (Standort)     | Kirchhof-Ummauerung                            | rundbogiges Einfahrtstor, romanisch, mit Fachwerk-Aufbau, Kapelle, 16.–18. Jahrhundert                                                                 | D-4-71-151-5  | BW                                          |
| Jakobsberg 7 (Standort)     | Katholische Kirchhof-Kapelle St. Anna          | Satteldach, verschieferter Dachreiter mit Zwiebelhaube, im Kern zweite Hälfte 17. Jahrhundert, Ende 19. Jahrhundert stark restauriert; mit Ausstattung | D-4-71-151-6  | Katholische Kirchhof-Kapelle St. Anna       |
| Jakobsberg 9 (Standort)     | Altes Pfarrhaus                                | Massiver, zweigeschossiger Walmdachbau, bezeichnet mit „1748“, mit älterem Kern                                                                        | D-4-71-151-24 | Altes Pfarrhaus                             |
| Katzenleiten (Standort)     | Kreuzstein                                     | Gusseisen auf Steinsockel, bezeichnet mit „1871“ | D-4-71-151-8  | BW                                          |
| Kirchberg (Standort)        | Natursteinstele mit Kruzifix aus Kreuzstein    | Bezeichnet mit „1860“ | D-4-71-151-7  | Natursteinstele mit Kruzifix aus Kreuzstein |
| Pfarrer-Funk-Weg (Standort) | Bildstock                                      | Gebauchte Sandsteinsäule erneuert, Aufsatz mit Muschelgiebeln, 17. Jahrhundert, Eisenkreuz                                                             | D-4-71-151-27 | weitere Bilder                              |

### Huppendorf
| Lage                     | Objekt     | Beschreibung | Akten-Nr.     | Bild           |
| ------------------------ | ---------- | --- | ------------- | -------------- |
| Huppendorf 26 (Standort) | Bauernhaus | Bauernhaus, Obergeschoss Fachwerk, steiles Satteldach, bezeichnet mit „1611“; Umbau 1885/1886 (dendrochronologisch datiert) | D-4-71-151-9  | weitere Bilder |
| Kr BA 11 (Standort)      | Bildstock  | Sandsteinsäule, vierseitiger Aufsatz mit verwitterten Reliefnischen, Eisenkruzifix, 18. Jahrhundert                         | D-4-71-151-10 | BW             |

### Kotzendorf
| Lage                        | Objekt     | Beschreibung                                                                                 | Akten-Nr.     | Bild |
| --------------------------- | ---------- | -------------------------------------------------------------------------------------------- | ------------- | ---- |
| Kotzendorf 23 (Standort)    | Bauernhaus | Zweigeschossiger, traufständiger Satteldachbau, Obergeschoss Fachwerk, bezeichnet mit „1861“ | D-4-71-151-11 | BW   |
| Steinernes Kreuz (Standort) | Kruzifix   | Gusseisen auf Sandsteinstele, bezeichnet mit „1868“                                          | D-4-71-151-13 | BW   |

### Poxdorf
| Lage                    | Objekt                                    | Beschreibung | Akten-Nr.     | Bild            |
| ----------------------- | ----------------------------------------- | --- | ------------- | --------------- |
| In Poxdorf (Standort)   | Katholische Kapelle St. Petrus und Paulus | Oktogonaler Chorturm mit Zeltdach, 1854; Langhaus mit Satteldach 1914–1921 erweitert von Heinrich Schmidt; mit Ausstattung | D-4-71-151-15 | weitere Bilder  |
| Kleiner Kulm (Standort) | Lesesteinmauern                           | Teilweise über zwei Meter hohe, langgestreckte Trockenmauern und Wälle, Mittelalter bis 19. Jahrhundert                    | D-4-71-151-22 | Lesesteinmauern |
| Poxdorf 20 (Standort)   | Wohnstallhaus                             | Eingeschossig, mit Satteldach, Giebel teilverschiefert, um 1800                                                            | D-4-71-151-21 | Wohnstallhaus   |
| Poxdorf 20 (Standort)   | Kruzifix                                  | Gusseisen auf Sandsteinsockel, um 1800                                                                                     | D-4-71-151-26 | BW              |

### Treunitz
| Lage                   | Objekt                            | Beschreibung | Akten-Nr.     | Bild                 |
| ---------------------- | --------------------------------- | --- | ------------- | -------------------- |
| In Treunitz (Standort) | Katholische Kapelle St. Sebastian | Saalbau mit Satteldach, eingezogener Chor mit 5/8-Schluss, Sakristeianbau, Giebelreiter, romanisierend, Ende 19. Jahrhundert; mit Ausstattung | D-4-71-151-16 | weitere Bilder       |
| Treunitz 39 (Standort) | Mühle                             | Massiver, zweigeschossiger Satteldachbau, 18./19. Jahrhundert; am westlichen Wiesentufer                                                      | D-4-71-151-17 | BW                   |
| Treunitz 42 (Standort) | Ehemaliges Schulhaus              | Zweigeschossiger Bau mit Halbwalmdächern, massiv und verputzt, Südostgiebel Fachwerk, Heimatstil, 1909                                        | D-4-71-151-25 | Ehemaliges Schulhaus |

### Voitmannsdorf
| Lage                          | Objekt          | Beschreibung | Akten-Nr.     | Bild            |
| ----------------------------- | --------------- | --- | ------------- | --------------- |
| An den Vier Linden (Standort) | Wegkapelle      | Sandsteinquader, dreiseitiger Schluss, neugotisch, bezeichnet mit „1881“                                                             | D-4-71-151-19 | weitere Bilder  |
| Voitmannsdorf 2 (Standort)    | Gasthaus Hummel | Zweigeschossiger, traufständiger Satteldachbau, Erdgeschoss massiv und verputzt, Obergeschoss Fachwerk, erste Hälfte 19. Jahrhundert | D-4-71-151-18 | Gasthaus Hummel |

## Ehemalige Baudenkmäler
In diesem Abschnitt sind Objekte aufgeführt, die noch existieren und früher einmal in der Denkmalliste eingetragen waren, jetzt aber nicht mehr.

| Lage                                | Objekt               | Beschreibung | Akten-Nr.              | Bild           |
| ----------------------------------- | -------------------- | --- | ---------------------- | -------------- |
| Königsfeld Hauptstraße 1 (Standort) | Großstadel           | Sandsteinquader, Halbwalmdach schiefergedeckt, um 1800; am 19. Oktober 2023 abgebrannt                                                                   | D-4-71-151-1 zugehörig | weitere Bilder |
| Kotzendorf In Kotzendorf (Standort) | Kruzifix             | Gusseisen auf grobem Sandsteinsockel mit Metallrelief Christus und Maria, zweite Hälfte 17. Jahrhundert                                                  | D-4-71-151-12          | BW             |
| Königsfeld Mühlweg 1 (Standort)     | Ehemalige Vogelmühle | Ein- und zweigeschossiger Satteldachbau, historischer Mühlenteil mit dekorativem Giebelfachwerk, 1715/16 (d), Wohnteil 1964–68 aufgestockt und erweitert | D-4-71-151-20          | BW             |